# Риккерт, Генрих (политик)
Генрих Эдвин Ри́ккерт (нем. Heinrich Rickert; 27 декабря 1833, Пуцк, Поморское воеводство — 3 ноября 1902, Берлин) — немецкий политик и журналист. Отец философа Генриха Риккерта.

## Биография
Был редактором либеральной газеты Danziger Zeitung. В 1870 году избран депутатом в прусскую палату депутатов, а в 1874 году — в рейхстаг; примкнул к Национал-либеральной партии.

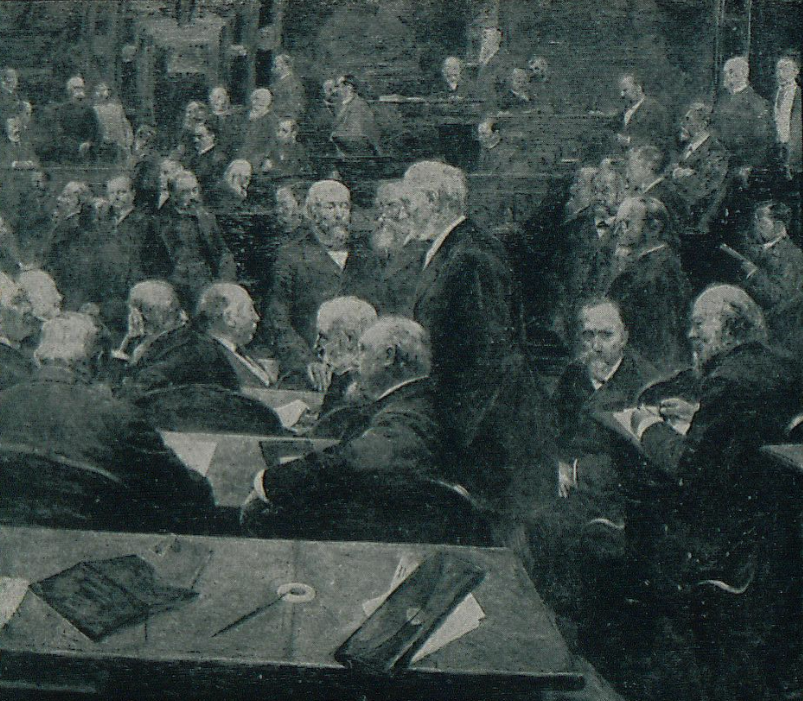
Риккерт в рейхстаге (1892)

В палате и рейхсрате Риккерт считался авторитетом по финансовым вопросам и вопросам государственного хозяйства. В 1880 году Риккерт вышел из состава Национал-либеральной партии и примкнул к Либеральному союзу (сецессионистам); когда последние, в 1884 года, слились с партией прогрессистов, Риккерт стал одним из вождей Партии свободомыслящих, а после происшедшего в ней, в 1893 году, раскола стал во главе Союза свободомыслящих. 
Генрих Эдвин Риккерт умер 3 ноября 1902 года в городе Берлине. После его смерти самым выдающимся деятелем партии стал Теодор Барт.